# Teatrul Național „Mihai Eminescu” din Timișoara

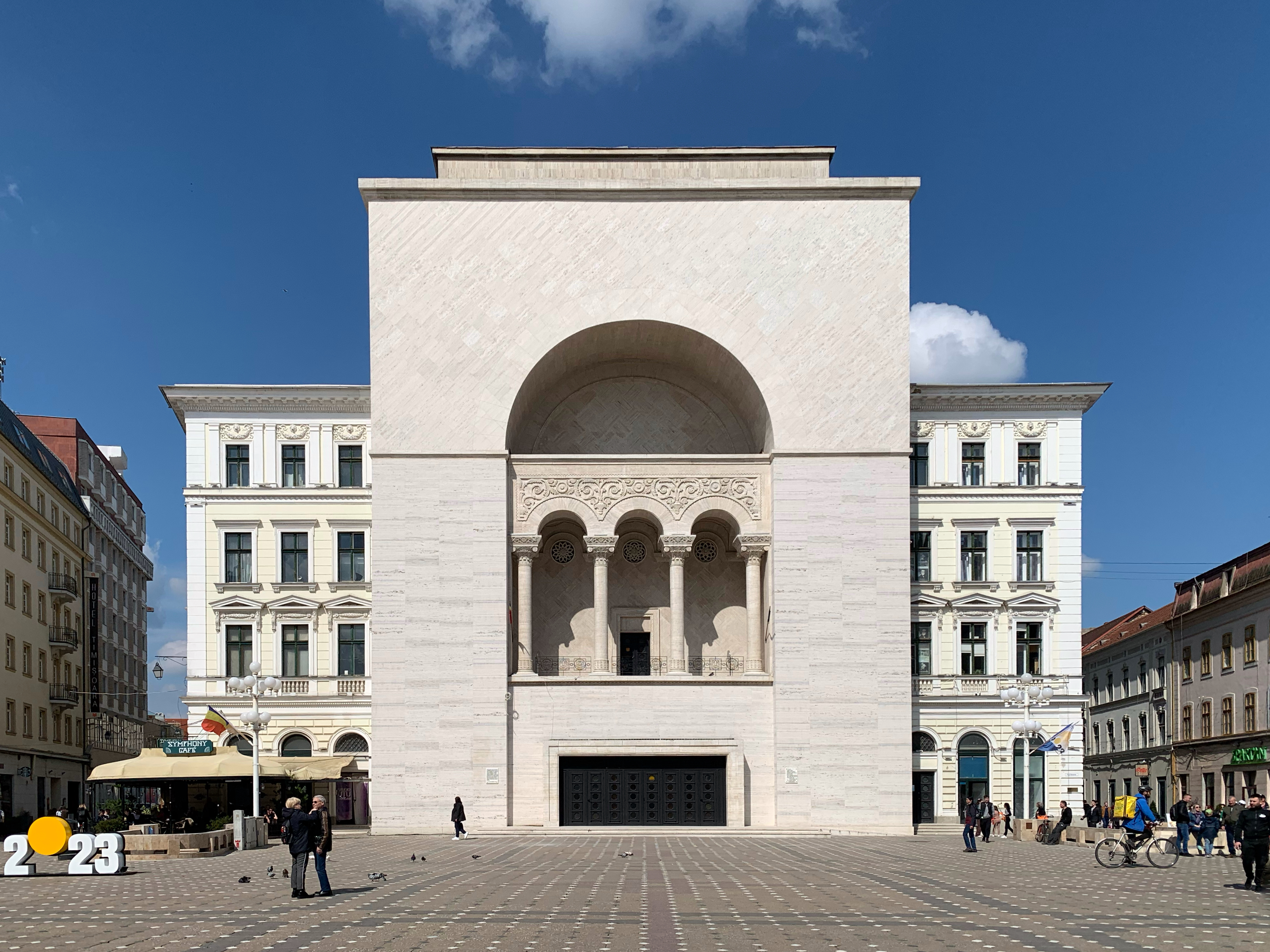
Clădirea Operei și a Teatrului Național în 2023

Teatrul Național „Mihai Eminescu” din Timișoara este o companie teatrală, instituție publică culturală, aflată în subordinea Ministerului Culturii din România. Instituția își împarte sediul cu Opera Națională din Timișoara, Teatrul German de Stat și cu Teatrul Maghiar de Stat „Csiky Gergely”.